# Tetrachlormethan
Tetrachlormethan neboli chlorid uhličitý, v technické hantýrce někdy označovaný tetrachlór, je bezbarvá kapalina sladkého éterického zápachu, prakticky nemísitelná s vodou, zato dobře mísitelná s řadou organických rozpouštědel jako je methanol, ethanol, aceton, benzen, benzin(y) aj.

## Příprava
Tetrachlormethan se dá připravit přímou chlorací methanu působením chloru za zvýšené teploty nebo lépe za působení ultrafialového záření podle souhrnné rovnice
CH4 + 4 Cl2 → CCl4 + 4 HCl.
Tato reakce probíhá řetězově a ve čtyřech stupních, přičemž spouštěcím stupněm je tepelná disociace nebo fotodisociace molekulárního chloru Cl2 na dva chloridové radikály
Cl2 + hν → 2 Cl·;
vzniklý vysoce reaktivní atomární chlor vytrhne z molekuly methanu vodík, se kterým vytvoří molekulu chlorovodíku a zanechá methylový radikál
Cl· + CH4 → ·CH3 + HCl.
Methylový radikál napadne další molekulu chloru za vzniku monochlormethanu a dalšího chloridového radikálu
·CH3 + Cl2 → CH3Cl + Cl·.
Řetězová reakce pak probíhá postupně dále
CH3Cl + Cl· → ·CH2Cl + HCl,
·CH2Cl + Cl2 → CH2Cl2 + Cl·,
CH2Cl2 + Cl· → ·CHCl2 + HCl,
·CHCl2 + Cl2 → CHCl3 + Cl·,
CHCl3 + Cl· → ·CCl3 + HCl,
·CCl3 + Cl2 → CCl4 + Cl·.
Řetězová reakce může být ukončena tím, že se náhodně setkají a sloučí dva stejné nebo různé radikály, například:
Cl· + ·Cl → Cl2,
H3C· + ·CH3 → H3C—CH3,
H3C· + ·Cl → CH3Cl,
ale také např.
H3C· + ·CH2Cl → H3C—CH2Cl,
takže i když se chloruje čistý methan, mohou vznikat v reakční směsi také stopy chlorovaných vyšších uhlovodíků. Proto se touto reakcí získává pouze jako vedlejší produkt při výrobě dichlormethanu a trichlormethanu (chloroformu).
Průmyslově se tetrachlormethan vyrábí většinou ze sirouhlíku a chloru, nebo tzv. pyrochlorací kdy reaguje vhodný uhlovodík (například propen) v prostředí s přebytkem chloru za vyšší teploty za vzniku typicky tetrachlorethylenu, tetrachlormetanu a některých těžších chlorovaných uhlovodíků. (Stauferův proces).
CS2 + 3 Cl2 → CCl4 + S2Cl2.

## Vlastnosti

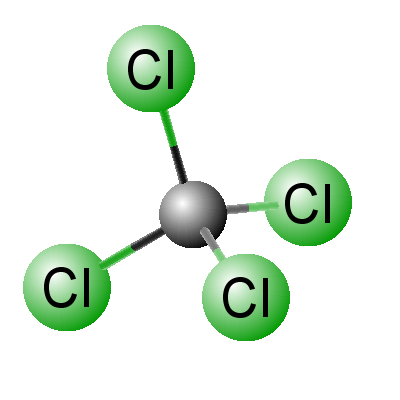
Molekulární geometrie CCl_{4}

Vzhledem k vysoké tetraedrické symetrii molekuly tetrachlormethanu (bodová grupa symetrie Td) nemá dipólový moment (je nepolární), přestože jednotlivé vazby C—Cl jsou značně polární. V důsledku toho je tetrachlormethan nerozpustný ve vodě, ale velice dobře naopak rozpouští jiné nepolární nebo málo polární látky, především tuky, oleje, pryskyřice atp. Chemicky je vcelku málo reaktivní, s kyslíkem prakticky nereaguje, je proto nehořlavý. Za vysokých teplot však s kyslíkem reaguje za vzniku fosgenu a chloru
2 CCl4 + O2 → 2 COCl2 + 2 Cl2.
S některými anorganickými bromidy a jodidy, zejména hlinitými, reaguje tak, že v jeho molekule dojde k výměně chloru za těžší halogenidy, např.
3 CCl4 + 4 AlBr3 → 3 CBr4 + 4 AlCl3,
resp.
3 CCl4 + 4 AlI3 → 3 CI4 + 4 AlCl3.

## Použití

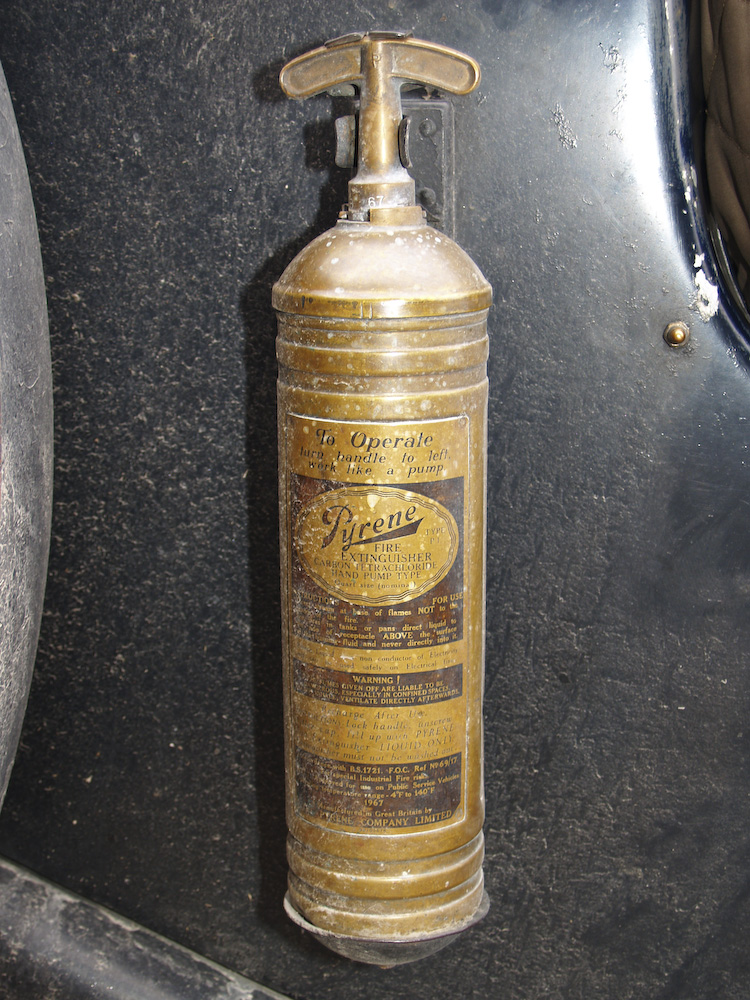
Tetrachlorový hasicí přístroj ze 30. let 20. století

Používá se jako rozpouštědlo v chemické laboratoři. Slouží také k přípravě alkylchloridů Apellovou reakcí z příslušných alkoholů za přítomnosti trifenylfosfanu.
V minulosti se používal jako chladicí médium v chladicích systémech, při chemickém čištění látek a oděvů, k průmyslovému odmašťování předmětů, jako ředidlo v nátěrových hmotách, jako součást hnací látky v aerosolových bombičkách (zejména s nátěrovými hmotami) a také jako náplň hasicích přístrojů (tzv. tetrachlorové hasicí přístroje). Krátkou dobu se užíval i jako insekticidní prostředek proti škůdcům napadajícím zrní (obiloviny). V souvislosti s jeho zdraví škodlivými vlivy se jeho užití omezuje, v některých zemích (např. v USA) je jeho používání ve spotřebním zboží zakázáno.
Dalším důvodem pro útlum jeho výroby a používání je stejný vliv na ozónovou vrstvu jako mají freony.

## Účinky na zdraví
Nadýchání par tetrachlomethanu ovlivňuje zejména centrální nervový systém člověka. Způsobuje bolesti hlavy, halucinace, ospalost, žaludeční nevolnost a ve větším množství může způsobit i zvracení. Při vysokých koncentracích může způsobit i smrt. Dlouhodobé působení může způsobit chronické poruchy jater a ledvin. Škodlivé účinky se zvyšují při současném požití alkoholu. Do těla se může vstřebávat i pokožkou. Při zasažení očí způsobuje jejich podráždění.
U laboratorních zvířat (potkanů) byla prokázána jeho karcinogenicita, tzn. že může vyvolat rakovinné bujení, a proto je IARC řazena do skupiny 2B.